# Савкино (Башкортостан)
Са́вкино (баш. Савкин) — деревня в Белебеевском районе Республики Башкортостан Российской Федерации. Входит в состав Ермолкинского сельсовета. 

## География

### Географическое положение
Расстояние до:
- районного центра (Белебей): 26 км,
- центра сельсовета (Ермолкино): 10 км,
- ближайшей ж/д станции (Аксаково): 36 км.

## Население
| 2002 | 2009 | 2010 |
| ---- | ---- | ---- |
| 101  | ↘82  | ↘57  |

### Национальный состав
Согласно переписи 2002 года, преобладающие национальности — чуваши (68 %), русские (27 %).